# 中野正
中野 正（なかの ただし、1912年9月28日 - 1985年2月1日）は、日本の経済学者。
福岡県生まれ。東北帝国大学経済学部卒。1959年「価値形態論」で東北大学経済学博士。法政大学経済学部助教授、教授、経済学部長、83年定年、名誉教授、長野経済短期大学学長。

## 著書
- 『価値形態論』日本評論新社 1958
- 『金融政策に関する証言 経済学英書講読』有信堂 1965
- 『産業循環論』日本放送出版協会 1965
- 『古典恐慌論』雄松堂書店 1969
- 『経済学原理 『資本論』の問題点』ミネルヴァ書房 1985
- 『中野正著作集』全4巻　森田企版　1987

第1巻 (価値形態論)
第2巻 (産業循環論・古典恐慌論)
第3巻 (「資本論」の問題点・地代論その他の論文)
第4巻 (金融政策に関する証言,論文・時評・随想など)
共編
- 『経済学の方法 末永茂喜教授還暦記念論文集』玉野井芳郎、大島清、田中菊次共編 日本評論社 1968

### 翻訳
- E.G.ウェイクフィールド『イギリスとアメリカ 資本主義と近世植民地』日本評論社 世界古典文庫 1948
- リカアドオ『マルサスへの手紙』岩波文庫 1949
- 『リカアドオのマカロックへの手紙』岩波文庫 1949
- J.B.セー『恐慌に関する書簡』日本評論社 世界古典文庫 1950
- 『リカアドオのトラワアへの手紙』ジェイムズ・ボナア, ジェイコブ・H.ホランダア編 岩波文庫 1955
- 「ユダヤ人問題によせて」(マルクス)「聖家族抄」(マルクス,エンゲルス)『マルクス・エンゲルス選集 第1巻 (ヘーゲル批判)』新潮社 1957
- ステュアート『経済学原理』第1‐3　岩波文庫 1967－80
- 『デイヴィド・リカードウ全集 第6－7巻 書簡集1810-1818年』監訳　雄松堂書店 1970－71
- ロバート・ベーコン,ウォルター・エルティス『英国病の経済学 あまりにも生産者が少なすぎる』公文俊平、堀元共訳 学習研究社 1978
- 『デイヴィド・リカードウ全集 第11巻 総索引』P.スラッファ編 堀経夫共訳 杉本俊朗監修　雄松堂出版 1999

追悼文集
- 『中野正先生追悼集』森田企版 1986